# Георг Фрідріх (принц Пруссії)
Георг Фрідріх Фердинанд Прусський (нім. Georg Friedrich Ferdinand Prinz von Preußen; нар. 10 червня 1976, Бремен) — прусський принц, голова пруської королівської династії Гогенцоллернів з 1994 року, претендент на німецький і прусський трон.

## Біографія
Син Людвіга-Фердинанда-Оскара-Крістіана Гогенцоллерна, онук Луї-Фердинанда Гогенцоллерна і Кіри Кирилівни Романової, правнук кронпринца Вільгельма і праправнук Вільгельма ІІ, останнього імператора Німеччини, правнук Великого князя Кирила Володимировича.
Народився 10 червня 1976 року в Бремені. Георг Фрідріх — син Людвіга-Фердинанда-Оскара-Крістіана Гогенцоллерна (1944—1977) і графині Донати Кастель-Рюденхаузен (1950—2015). Був оголошений главою дому Гогенцоллернів 26 вересня 1994 року. Його мати після смерті чоловіка в 1991 році вийшла вдруге заміж за принца Фрідріха Августа Ольденбурзького (1936—2017) і прийняла титул герцогині Ольденбурзької по другому чоловікові.
Майор резерву бундесверу. Він також є бізнесменом і керує технологічною компанією.

## Сім'я
21 січня 2011 року Георг Фрідріх оголосив про свої заручини з принцесою Софією Ізенбургською (нар. 7 березня 1978), молодшою дочкою Франца-Олександра, князя Ізенбургського (нар. 1943) і його дружини, уродженої графині Христини фон Саурма-Елч (нар. 1941). Цивільна церемонія пройшла в Потсдамі 25 серпня 2011 року. Вінчання відбулося в Церкві Світу в парку палацу Сан-Сусі в Потсдамі 27 серпня 2011 року, на честь відзначення 950-ї річниці заснування Дому Гогенцоллернів. Вінчання транслювалося в прямому ефірі по місцевому телебаченню.
В шлюбі Георга Фрідріха і Софії Прусських народилося четверо дітей:
- принц Карл Фрідріх (нар. 20 січня 2013);
- принц Луї-Фердинанд (нар. 20 січня 2013);
- принцеса Емма-Марія (нар. 2 квітня 2015);
- принц Генріх-Альберт (нар. 17 листопада 2016).